# Fauconnet de Bornéo
Microhierax latifrons
Espèce
Répartition géographique
Statut CITES
Statut de conservation UICN

 NT  : Quasi menacé
Le Fauconnet de Bornéo (Microhierax latifrons) est une espèce de petits oiseaux rapaces endémiques du Nord de l'île de Bornéo.

## Description
Cet oiseau mesure 15 à 17 cm pour une masse de 35 à 65 g.

## Conservation
Il est classé espèce quasi-menacée par l'UICN.